# Peter Romijn
Peter Romijn (Nieuwerkerk aan den IJssel, 1955) is een Nederlands historicus. Hij was van 1996 tot aan zijn pensionering in 2022 hoofd van de afdeling Onderzoek van het NIOD Instituut voor Oorlogs-, Holocaust- en Genocidestudies en hoogleraar aan de Universiteit van Amsterdam (UvA).

## Loopbaan
Na zijn opleiding aan het Dr. Nassau College in Assen studeerde Peter Romijn tussen 1974 en 1980 geschiedenis aan de Rijksuniversiteit Groningen. In 1985 kwam hij te werken op het Rijksinstituut voor Oorlogsdocumentatie (RIOD), het latere NIOD. Ondertussen werkte hij aan de Rijksuniversiteit Groningen aan zijn promotieonderzoek, dat hij in 1989 afrondde. In 1996 werd hij op het RIOD benoemd tot hoofd van de afdeling Onderzoek. In 2022 ging hij met pensioen en volgde Dr. Hinke Piersma hem op. Sinds 2002 is Romijn daarnaast in deeltijd verbonden aan de leerstoelgroep Nederlandse Geschiedenis van de UvA als hoogleraar met als leeropdracht de geschiedenis van het openbaar bestuur in tijden van oorlog en crises.

## Onderzoek
Peter Romijn specialiseert zich in de geschiedenis van gezag en orde, met name met betrekking tot de Tweede Wereldoorlog. Hij heeft verschillende toonaangevende publicaties op zijn naam staan. In 1989 behaalde Peter Romijn de doctorstitel met het boek Snel, streng en rechtvaardig: de afrekening met de ‘foute’ Nederlanders. Het boek behandelt de naoorlogse berechting van Nederlanders die tijdens de Tweede Wereldoorlog steun hadden verleend aan het Duitse bezettingsregime. Vervolgens voerde hij samen met J.Th.M. Bank de eindredactie van het slotdeel van het geschiedwerk van dr. L. de Jong over Het Koninkrijk der Nederlanden in de Tweede Wereldoorlog, deel 14 Reacties. 
Samen met J.C.H. Blom was Peter Romijn tussen 1996 en 2002 eindverantwoordelijk voor het RIOD/NIOD-onderzoek naar de Val van de enclave Srebrenica, dat in opdracht van de Tweede Kamer verricht werd. Toen het rapport in april 2002 gepubliceerd werd, leidde dat tot de val van het tweede kabinet-Kok. In 2006 publiceerde Romijn het boek Burgemeesters in oorlogstijd over de politieke geschiedenis van het lokaal bestuur in Nederland tijdens de Duitse bezetting.

## Publicaties
- Snel, streng en rechtvaardig: politiek beleid inzake de bestraffing en reclassering van "foute" Nederlanders, 1945-1955 (Houten: De Haan, 1989). Tweede druk, onder de titel: Snel, streng en rechtvaardig. De afrekening met de ‘foute’ Nederlanders (Amsterdam: Atlas Contact, 2002)
- Met J.Th.M. Bank, red., Het Koninkrijk der Nederlanden in de Tweede Wereldoorlog. Deel 14: reacties (2 banden. Den Haag: Sdu, 1991)
- Met J.C.H. Blom, red., Srebrenica. Een 'veilig' gebied. Reconstructie, achtergronden, gevolgen en analyses van de val van een Safe Area (Amsterdam: Boom, 2002)
- Burgemeesters in oorlogstijd. Besturen onder Duitse bezetting (Amsterdam: Balans, 2006)
- Met Martin Conway, red. The war for legitimacy in politics and culture, 1936-1946 (Oxford, 2008)
- Met anderen, The Persecution of the Jews in the Netherlands, 1940-1945. New Perspectives, (Amsterdam, Vossiuspers, 2012)
- De lange Tweede Wereldoorlog. Nederland 1940-1949 (Amsterdam: Balans, 2020).